# Монтагано
Монтага̀но (на италиански: Montagano) е село и община в Южна Италия, провинция Кампобасо, регион Молизе. Разположено е на 801 m надморска височина. Населението на общината е 1155 души (към 2010 г.).